# Nu aux bras levés de profil
Nu aux bras levés de profil est un tableau réalisé par le peintre espagnol Pablo Picasso au printemps 1908. Cette huile sur bois cubiste représente une femme nue. Elle est conservée dans une collection privée.

## Expositions
- Le Cubisme, Centre national d'art et de culture Georges-Pompidou, Paris, 2018-2019.